# Кам'яниця Филиповичів
Кам'яниця Филипковичів — житловий будинок на вулиці Руській, 8 у Львові. Кам'яниця зведена у XVII столітті у готичному стилі, реконструйована у пізньобароковому стилі. Пам'ятки архітектури національного значення під охоронним № 331.

## Історія

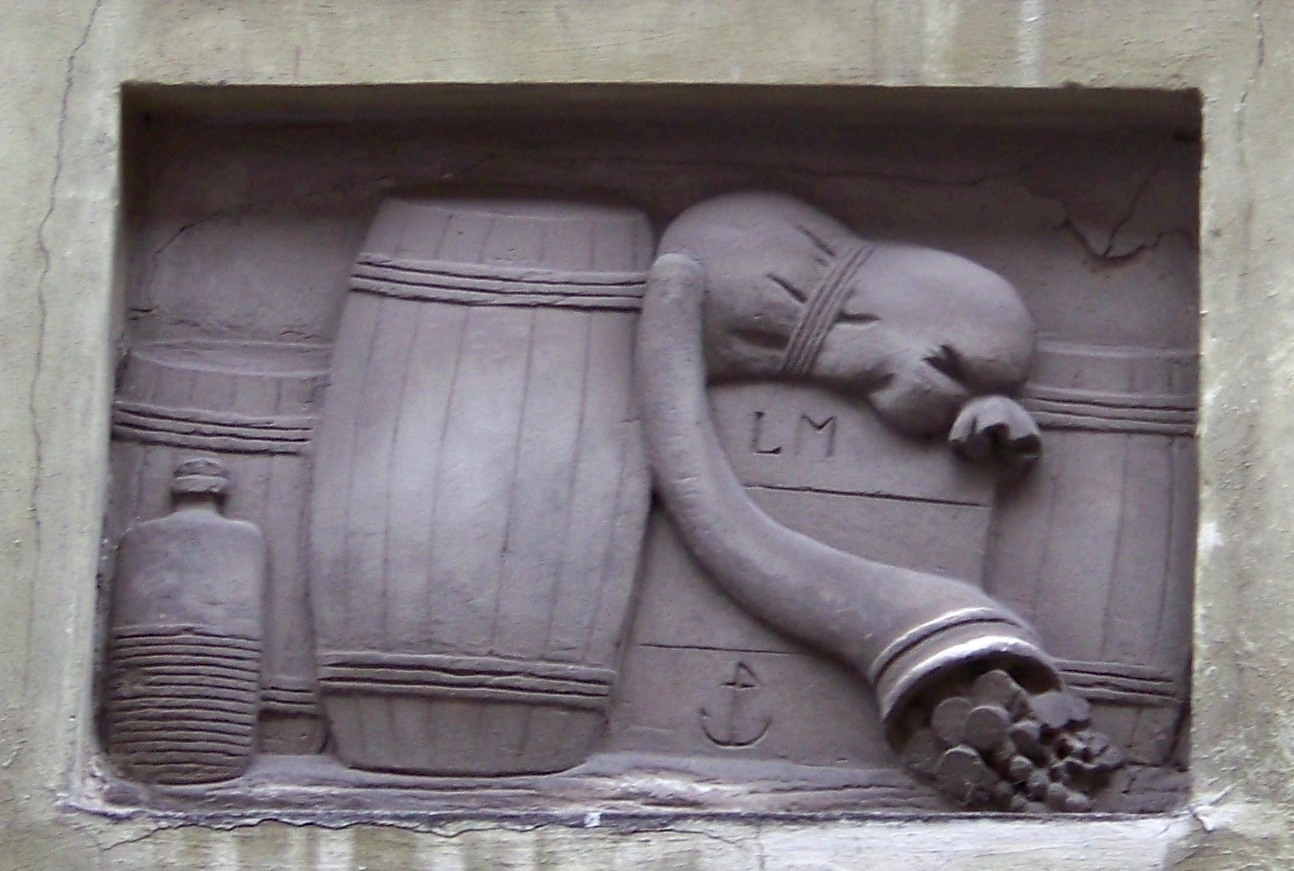
Один з барельєфів кам'яниці

Історія забудови цієї ділянки розпочинається у XVI столітті. Будинок в готичному стилі зведений у XVI столітті. Його власниками у 1544 році був русин Яцько Микульчин, потім вірмени Юркович у 1569 році та Ківерейовичі — у 1576 та 1583 роках. 
У XVII столітті на пивницях давнішого готичного будинку у ренесансному стилі зведений мурований з цегли будинок  для львівської міщанської родини Филипковичів. Від прізвища цих власників кам'яниця отримала назву Филипковичівська. Реконструйована у пізньобароковому стилі 1740 року, про що засвідчує напис на контрфорсі. Під час реконструкції фасад підсилили білокам'яними блоками та прикрасили чотирма барельєфами за мотивами, які символізують успіх у торгівлі. З кінця XVIII століття кам'яниця належала міському райцю, греку за походженням, члену Ставропігійського братства Георгію Коцію.
1859 року на замовлення тодішнього власника кам'яниці Шмає Мінцелєса при східному межовому мурі за проєктом будівничого Йозефа Мюеля зведено одноповерхову офіцину зі складськими приміщеннями, а 1878 року прибудовано до неї кухню. 1884 року його спадкоємці продали кам'яницю Юзефу Барщевському. 1887 року новий власник провів певні реконструкційні роботи у чільній кам'яниці, зокрема, замінений ґонтовий дах на вогнетривкий. Будівничий Ігнатій Віняж 1897 року провів надбудови східної та зведення південної офіцин, тоді ж відгородили частину широкої входової брами-сіней, де влаштували крамниці, у тильній світлиці — сторожку. 1905 року власник Генрик Оберфаґер провів адаптацію туалетів у західній чотириповерховій офіцині, з'єднаній з чільною кам'яницею балконами-галереями (за проєктом архітектора Генрика Сальвера).
На замовлення власника складу та робітні церковних предметів Владислава Устинського відомий сницар Євстахій Щуплакевич виготовив вітрину. 1938 року проведена реставрація трьох білокам'яних порталів на чільному фасаді кам'яниці (за проєктом архітектора Яна Граффа).

## Опис
Кам'яниця Филиповичів вирізняється білокам'яними барельєфами і порталами. Будинок чотириповерховий, мурований з цегли, на кам'яних фундаментах, отинькований. Складається з кам'яниці та двох флігелів, які прилягають до східного та західного мурів. Таким чином утворено невелике подвір'я. Структура тридільна, двотрактова типова середньовічна, має широку браму-проїзд. Фасад чотиривіконний, вікна з прямокутним обрамленням. Останній поверх прикрашений профільованим карнизом. У широкому арковому порталі влаштовані два входи — головний вхід до кам'яниці та вхід до крамниці. Фасад оздоблений барельєфами у прямокутних нішах. Завершується фасад карнизом із пояском дентикул та фризом, оздобленим рослинним орнаментом.
Приміщення першого поверху з чільного боку перекриті хрестовими склепіннями, брама має пласке перекриття. Сходи дерев'яні, двомаршеві, з огородженням зі стовпців.

## Сьогодення
Постановою Ради Міністрів УРСР № 970 від 23 серпня 1963 року кам'яниця була внесена до національного Реєстру пам'яток архітектури і містобудування під охоронним № 331.
У 1989 році у партері будинку працювала редакція тоді ще львівської самвидавної газети «Поступ» під редакцією Олександра Кривенка. 1992 року ТзОВ «Лев» в двох приміщеннях на партері влаштувало крамниці жіночої білизни та сувенірів, а ТзОВ «На Руській» — кафе «Корчма» (нинішній магазин-кафе «Наливки Львова»).